# Liste der Bodendenkmale in Gerdau
In der Liste der Bodendenkmale in Gerdau sind alle Bodendenkmale der niedersächsischen Gemeinde Gerdau aufgelistet. Die Quelle ist der Denkmalatlas Niedersachsen. Der Stand der Liste ist der 18. September 2024.
In den Spalten finden sich folgende Informationen des Bodendenkmales :
- Lage        : geographische Koordinaten
- Bezeichnung : Bezeichnung lt. Denkmalatlas
- Beschreibung: Beschreibung lt. Denkmalatlas
- ID          : Objekt-ID
- Bild        : Bild, ggf. zusätzlich mit Link zu weiteren Fotos im Medienarchiv Wikimedia Commons.

## Bargfeld
| Lage                         | Bezeichnung            | Beschreibung | ID       | Bild |
| ---------------------------- | ---------------------- | --- | -------- | ---- |
| 52° 55′ 52″ N, 10° 22′ 49″ O | Bargfeld 1, Grabhügel  | Flach gewölbt mit abgesetzten Rändern, Dm. ca. 11 m und H. ca. 0,35 m. | 32203648 | BW   |
| 52° 55′ 53″ N, 10° 22′ 57″ O | Bargfeld 2, Grabhügel  | Flach, Dm. ca. 8 m und H. ca. 0,25 m. | 32208122 | BW   |
| 52° 56′ 57″ N, 10° 23′ 45″ O | Bargfeld 47, Grabhügel | Dm. ca. 18 m und H. ca. 0,9 m. Kuppe flach und Ränder laufen sanft aus. Teilweise abgetragen.                                                                                               | 32206813 | BW   |
| 52° 56′ 33″ N, 10° 24′ 41″ O | Bargfeld 58, Grabhügel | Stark zergraben mit deutlich abgesetzten Rändern, Dm. ca. 21 m und H. ca. 1,5 m. Oberfläche zerwühlt.                                                                                       | 32206814 | BW   |
| 52° 56′ 42″ N, 10° 24′ 49″ O | Bargfeld 61, Grabhügel | Dm. ca. 11 m und H. ca. 1 m. Kuppe flach und Ränder laufen sanft aus. Teilweise von Fahrspur überzogen.                                                                                     | 32207243 | BW   |
| 52° 56′ 54″ N, 10° 24′ 26″ O | Bargfeld 63, Grabhügel | Flach mit sanft auslaufenden Rändern, Dm. ca. 10 m und H. ca. 0,60 m. Oberfläche teilweise stark zergraben.                                                                                 | 32207244 | BW   |
| 52° 56′ 44″ N, 10° 24′ 51″ O | Bargfeld 64, Grabhügel | Dm. ca. 14 m und H. ca. 0,7 m. Kuppe flach und Rand läuft sanft aus. | 32207640 | BW   |
| 52° 56′ 36″ N, 10° 24′ 57″ O | Bargfeld 65, Grabhügel | | 32207641 | BW   |
| 52° 56′ 47″ N, 10° 22′ 27″ O | Bargfeld 67, Grabhügel | Gut gewölbt, rund, Dm. ca. 16 m und Höhe ca. 1,3 m. Zur Hälfte überpflügt, mit kleiner Eingrabung.                                                                                          | 32207642 | BW   |
| 52° 56′ 46″ N, 10° 22′ 11″ O | Bargfeld 68, Grabhügel | Dm. ca. 17 m und H. ca. 0,4 m. Kuppe flach und etwas südlich der Mitte eine Eingrabung. | 32207879 | BW   |
| 52° 55′ 55″ N, 10° 23′ 3″ O  | Bargfeld 69, Grabhügel | Rund, Durchmesser ca. 15 m und erhaltenen Höhe ca. 75 cm. | 32207880 | BW   |
| 52° 56′ 53″ N, 10° 23′ 36″ O | Bargfeld 79, Grabhügel | Flach, Länge 17 m, Breite 8 m und Höhe 0,4 m. | 32207881 | BW   |
| 52° 56′ 53″ N, 10° 23′ 35″ O | Bargfeld 80, Grabhügel | Länglich (Wallteil?), Länge 15 m, Breite 8 m und Höhe ca. 0,8 m. | 32208496 | BW   |
| 52° 56′ 47″ N, 10° 22′ 52″ O | Bargfeld 81, Grabhügel | Dm. 20 m und H. 1,15 m. Von N nach S durchgegraben, sodass nur noch Erdring vorhanden. Kuppe flach gewölbt. Auf dem Erdring zahlreiche faust- bis kopfgroße Steine (wohl von Steinpackung). | 32208497 | BW   |

### Bargfeld 4
- ID:32203649
- Grabhügelfeld aus 13 Hügeln mit Durchmessern von 8 bis 19 m und Höhen von 0,2 bis 1,6 m. Bei Hügel FStNr. 6 handelt es sich um einen Langhügel Ost-West gerichtet (L. 13 m, Br. 9 m). Der Hügel FStNr. 8 ist nur noch als kleiner Rest des Hügelrandes erhalten. Die Wegespuren (FStNr. 90) sind stark verwachsen und im Gelände nur noch schwer auszumachen. Sie setzen sich in der Gmkg. Holthusen II fort (dort FStNr. 78)

| Lage                         | Bezeichnung | Beschreibung                                                                                        | ID       | Bild |
| ---------------------------- | ----------- | --------------------------------------------------------------------------------------------------- | -------- | ---- |
| 52° 57′ 2″ N, 10° 24′ 44″ O  | Bargfeld 4  | Dm. ca. 15 m und H. ca. 1 m. Kräftig gewölbte Kuppe und abgesetzten Rand.                           | 32210598 | BW   |
| 52° 57′ 2″ N, 10° 24′ 42″ O  | Bargfeld 5  | Dm. 16 m und H. 1,2 m. Kuppe flach und Ränder laufen sanft aus.                                     | 32210599 | BW   |
| 52° 57′ 3″ N, 10° 24′ 43″ O  | Bargfeld 6  | O-W gerichtet, L. 13 m, Br. 9 m und H. 0,6 m. Im O und W einige Steine vom Steinkranz hochgepflügt. | 32210600 | BW   |
| 52° 57′ 3″ N, 10° 24′ 40″ O  | Bargfeld 7  | Dm. 10 m und H. 0,6 m.                                                                              | 32208997 | BW   |
| 52° 57′ 3″ N, 10° 24′ 38″ O  | Bargfeld 9  | Dm. ca. 17 m und H. ca. 0,5 m. Kuppe flach und Ränder laufen sanft aus.                             | 32208998 | BW   |
| 52° 57′ 2″ N, 10° 24′ 37″ O  | Bargfeld 10 | Flach, Durchmesser 10 m und Höhe ca. 0,30 m.                                                        | 32208999 | BW   |
| 52° 57′ 1″ N, 10° 24′ 40″ O  | Bargfeld 11 | Dm. ca. 15 m und H. ca. 1,1 m. Kuppe abgeflacht und Ränder laufen aus.                              | 32209387 | BW   |
| 52° 57′ 1″ N, 10° 24′ 35″ O  | Bargfeld 12 | Kräftig gewölbt, Dm. ca. 16 m und H. ca. 1,3 m. Rand gut abgesetzt.                                 | 32209482 | BW   |
| 52° 57′ 2″ N, 10° 24′ 35″ O  | Bargfeld 13 | Kräftig gewölbt, Dm. ca. 17 m und H. ca. 1,5 m.Ränder abgesetzt.                                    | 32209483 | BW   |
| 52° 57′ 3″ N, 10° 24′ 33″ O  | Bargfeld 14 | Kräftig gewölbt, Dm. ca. 12 m und H. ca. 1,6 m. Ränder klar abgesetzt. Teilweise abgetragen.        | 32209629 | BW   |
| 52° 56′ 59″ N, 10° 24′ 32″ O | Bargfeld 15 | Dm. ca. 11 m und H. ca. 0,7 m. Kuppe flach gewölbt und Rand abgesetzt.                              | 32209630 | BW   |
| 52° 57′ 3″ N, 10° 24′ 35″ O  | Bargfeld 70 | Flach, Durchmesser 11 m und Höhe 0,20 m. Westrand vom Weg angeschnitten                             | 32208123 | BW   |

### Bargfeld 16
- ID:32204520
- Grabhügelfeld

| Lage                         | Bezeichnung | Beschreibung | ID       | Bild |
| ---------------------------- | ----------- | --- | -------- | ---- |
| 52° 57′ 2″ N, 10° 24′ 22″ O  | Bargfeld 16 | Dm. ca. 17 m und H. ca. 1,2 m. Kuppe kräftig gewölbt und Ränder laufen sanft aus. Im Norden zu 1/3 abgetragen.                     | 32209628 | BW   |
| 52° 57′ 0″ N, 10° 24′ 23″ O  | Bargfeld 17 | Flach mit sanft auslaufenden Rändern, Durchmesser 8 m und Höhe on ca. 0,20 m.                                                      | 32210121 | BW   |
| 52° 57′ 1″ N, 10° 24′ 13″ O  | Bargfeld 20 | Dm. ca. 15 m und H. ca. 1,1 m. Flach gewölbt und schwach abgesetzte Ränder.                                                        | 32210122 | BW   |
| 52° 56′ 59″ N, 10° 24′ 10″ O | Bargfeld 21 | Dm. ca. 19 m und H. ca. 1,2 m. Flach gewölbt und Kuppe völlig zergraben. Rand abgesetzt.                                           | 32210123 | BW   |
| 52° 57′ 0″ N, 10° 24′ 9″ O   | Bargfeld 22 | Dm. ca. 19 m und H. ca. 1 m. Kuppe flach und Ränder laufen sanft aus. Teilweise von großen Gruben gestört.                         | 32210490 | BW   |
| 52° 57′ 0″ N, 10° 24′ 7″ O   | Bargfeld 23 | Dm. ca. 16 m und H. ca. 1 m. Flache Kuppe und sanft ausstreichende Ränder. Am südlichen Rand etwas abgegraben.                     | 32210491 | BW   |
| 52° 57′ 0″ N, 10° 24′ 5″ O   | Bargfeld 24 | Flach mit sanft auslaufenden Rändern, Dm. ca. 17 m und H. ca. 0,7 m. In der Mitte durch alten tiefen Grenzgraben durchschnitten.   | 32210492 | BW   |
| 52° 56′ 58″ N, 10° 24′ 9″ O  | Bargfeld 25 | Flach gewölbt, Dm. ca. 13 m und H. ca. 1 m. Ränder laufen sanft aus.                                                               | 32210631 | BW   |
| 52° 56′ 57″ N, 10° 24′ 5″ O  | Bargfeld 26 | Dm. ca. 18 m und H. ca. 1,2 m. Ränder laufen sanft aus. Kuppe von Schneisen überzogen.                                             | 32210725 | BW   |
| 52° 56′ 56″ N, 10° 24′ 5″ O  | Bargfeld 27 | Dm. ca. 12 m und H. ca. 1,3 m. Kräftig gewölbte Kuppe und deutlich abgesetzte Ränder. Im Westen zu mehr als die Hälfte abgetragen. | 32210726 | BW   |
| 52° 56′ 56″ N, 10° 24′ 9″ O  | Bargfeld 28 | Dm. ca. 13 m und H. ca. 1,4 m. Kräftig gewölbte Kuppe und abgesetzte Ränder.                                                       | 32210870 | BW   |
| 52° 56′ 57″ N, 10° 24′ 13″ O | Bargfeld 31 | Flach gewölbt, Dm. ca. 13 m und H. ca. 0,7 m. Ränder nur schwach abgesetzt.                                                        | 32210871 | BW   |
| 52° 56′ 57″ N, 10° 24′ 14″ O | Bargfeld 32 | | 32210872 | BW   |
| 52° 56′ 55″ N, 10° 24′ 17″ O | Bargfeld 33 | Flach (?) gewölbt, Dm. ca. 14 m und H. ca. 1,2 m. Ränder nur schwach abgesetzt.                                                    | 32209161 | BW   |
| 52° 56′ 58″ N, 10° 24′ 4″ O  | Bargfeld 73 | Sehr flach, Dm. ca. 15 m und H. ca. 0,3 m. Ränder laufen sanft aus.                                                                | 32209662 | BW   |
| 52° 56′ 55″ N, 10° 23′ 58″ O | Bargfeld 78 | Gleichmäßig geformt, rund, Dm. 15 m und H. ca. 0,8 m. Teilweise leicht angegraben und Kuppe abgeflacht.                            | 32210391 | BW   |
| 52° 56′ 59″ N, 10° 24′ 14″ O | Bargfeld 88 | Flach gewölbt, rund, Dm. ca. 14 m und H. ca. 0,6 m. Ränder laufen flach aus.                                                       | 32210392 | BW   |
| 52° 56′ 59″ N, 10° 24′ 13″ O | Bargfeld 89 | Flach, Durchmesser 10 m und Höhe ca. 0,60 m.                                                                                       | 32210393 | BW   |

### Bargfeld 49
- ID:32204521
- Grabhügelfeld

| Lage                        | Bezeichnung            | Beschreibung                                                                                                  | ID       | Bild |
| --------------------------- | ---------------------- | --- | -------- | ---- |
| 52° 56′ 21″ N, 10° 24′ 0″ O | Bargfeld 49, Grabhügel | Flach gewölbt, Dm. ca. 15 m und H. ca. 1 m. Ränder schwach abgesetzt. Südlicher Hügelfuß etwas angeschnitten. | 32209162 | BW   |
| 52° 56′ 21″ N, 10° 24′ 1″ O | Bargfeld 50, Grabhügel | Flach (?) gewölbt, Dm. ca. 16 m und H. ca. 1,2 m. Ränder laufen sanft aus.                                    | 32209163 | BW   |
| 52° 56′ 20″ N, 10° 24′ 3″ O | Bargfeld 52, Grabhügel | Dm. ca. 10 m und H. ca. 0,6 m. Kuppe flach und Ränder laufen sanft aus.                                       | 32209660 | BW   |
| 52° 56′ 12″ N, 10° 24′ 9″ O | Bargfeld 57, Grabhügel | Dm. ca. 16 m und H. ca. 1,4 m. Kuppe kräftig gewölbt und Ränder zergraben. Im Westen teilweise abgetragen.    | 32209661 | BW   |
| 52° 56′ 19″ N, 10° 24′ 8″ O | Bargfeld 74, Grabhügel | Flach gewölbt, Dm. 10 m und H. 0,35 m. Im Zentrum angegraben.                                                 | 32210011 | BW   |
| 52° 56′ 14″ N, 10° 24′ 9″ O | Bargfeld 75, Grabhügel | Flach gewölbt, Dm. 10 m und H. 0,35 m. Im Zentrum angegraben.                                                 | 32210012 | BW   |

## Barnsen
| Lage                         | Bezeichnung               | Beschreibung | ID       | Bild |
| ---------------------------- | ------------------------- | --- | -------- | ---- |
| 52° 58′ 58″ N, 10° 27′ 38″ O | Barnsen 40, Großsteingrab | | 32204741 |      |
| 52° 58′ 51″ N, 10° 27′ 27″ O | Barnsen 41, Grabhügel     | Rest eines großenteils zerstörten Grabhügels, kräftig gewölbt, Durchmesser 5 m und Höhe noch 0,90 m. Hügelrest im Nordosten durch Eingrabung beschädigt. | 32206828 | BW   |

### Barnsen 1
- ID:32204522
- Grabhügelfeld aus 29 Grabhügeln mit Durchmessern von 4 bis 28 m und Höhen von 0,20 bis 2,20 m. Grabhügel 9, 20, 23, 24, 53, 54 sind nicht mehr erhalten oder zu erkennen.

| Lage                         | Bezeichnung | Beschreibung | ID       | Bild |
| ---------------------------- | ----------- | --- | -------- | ---- |
| 52° 59′ 22″ N, 10° 28′ 52″ O | Barnsen 1   | Flach gewölbt, Dm. ca. 15 m und H. ca. 0,5 m. Von Schneise durchzogen.                                                                                      | 32209061 | BW   |
| 52° 59′ 21″ N, 10° 28′ 55″ O | Barnsen 2   | Flach gewölbt, Dm. ca. 9 m und H. ca. 0,3 m. Von Pflanzfurchen überzogen.                                                                                   | 32203132 | BW   |
| 52° 59′ 22″ N, 10° 28′ 48″ O | Barnsen 3   | Flach gewölbt, Dm. ca. 16 m und H. ca. 0,8 m. | 32203133 | BW   |
| 52° 59′ 21″ N, 10° 28′ 48″ O | Barnsen 4   | Flach gewölbt, Dm. ca. 15 m und H. ca. 0,7 m. | 32203134 | BW   |
| 52° 59′ 23″ N, 10° 28′ 50″ O | Barnsen 5   | Durchmesser 10 m und Höhe ca. 0,50 m. | 32203267 | BW   |
| 52° 59′ 19″ N, 10° 28′ 52″ O | Barnsen 6   | Flach gewölbt, Dm. ca. 10 m und H. ca. 0,5 m.Unregelmäßige Oberfläche.                                                                                      | 32203268 | BW   |
| 52° 59′ 19″ N, 10° 28′ 50″ O | Barnsen 7   | Dm. ca. 15 m und H. ca. 0,9 m. | 32203269 | BW   |
| 52° 59′ 18″ N, 10° 28′ 51″ O | Barnsen 8   | Durchmesser ca. 11 m und Höhe ca. 0,60 m. | 32203388 | BW   |
| 52° 59′ 17″ N, 10° 28′ 45″ O | Barnsen 10  | Flach gewölbt, Langhügel von Nordost nach Südwest gerichtet, Länge 28 m, Breite 19 m und Höhe ca. 2,20 m.                                                   | 32203389 | BW   |
| 52° 59′ 19″ N, 10° 28′ 50″ O | Barnsen 11  | Durchmesser 9 m und Höhe ca. 0,50 m, von Schneise überzogen.                                                                                                | 32203390 | BW   |
| 52° 59′ 24″ N, 10° 28′ 51″ O | Barnsen 12  | Flach, rund, Durchmesser 8 m und Höhe ca. 0,4 m. | 32203772 | BW   |
| 52° 59′ 16″ N, 10° 28′ 48″ O | Barnsen 13  | Durchmesser 8 m und Höhe ca. 0,80 m. | 32203773 | BW   |
| 52° 59′ 15″ N, 10° 28′ 47″ O | Barnsen 14  | Durchmesser 11 m und Höhe ca. 0,80 m. Im Osten von einer Schneise überzogen.                                                                                | 32203774 | BW   |
| 52° 59′ 15″ N, 10° 28′ 47″ O | Barnsen 15  | Durchmesser ca. 9 m und Höhe ca. 0,70 m. Von einer Schneise überzogen.                                                                                      | 32203994 | BW   |
| 52° 59′ 14″ N, 10° 28′ 47″ O | Barnsen 16  | Durchmesser 15 m und Höhe ca. 1 m. | 32203995 | BW   |
| 52° 59′ 14″ N, 10° 28′ 46″ O | Barnsen 17  | Kräftig gewölbt, rund, Durchmesser 12 m und Höhe ca. 1,40 m.                                                                                                | 32203996 | BW   |
| 52° 59′ 13″ N, 10° 28′ 50″ O | Barnsen 18  | Rest eines fast abgetragenen Rundhügels, Durchmesser 12 m und Höhe ca. 0,50 m.                                                                              | 32204137 | BW   |
| 52° 59′ 24″ N, 10° 28′ 49″ O | Barnsen 19  | Durchmesser 11 m und Höhe 0,60 m. | 32204138 | BW   |
| 52° 59′ 3″ N, 10° 28′ 37″ O  | Barnsen 20  | | 32204139 | BW   |
| 52° 59′ 10″ N, 10° 28′ 46″ O | Barnsen 21  | Linsenartig, Durchmesser 4 m und Höhe ca. 0,20 m. | 32204387 | BW   |
| 52° 59′ 10″ N, 10° 28′ 45″ O | Barnsen 22  | Linsenartig, Durchmesser 4 m und Höhe ca. 0,20 m. | 32204388 | BW   |
| 52° 59′ 9″ N, 10° 28′ 45″ O  | Barnsen 23  | | 32204389 | BW   |
| 52° 59′ 6″ N, 10° 28′ 42″ O  | Barnsen 25  | Rest eines größtenteils abgegrabenen Grabhügels, Durchmesser 15 m und Höhe des Restes ca. 0,70 m.                                                           | 32204638 | BW   |
| 52° 59′ 5″ N, 10° 28′ 41″ O  | Barnsen 26  | Flach gewölbt, rundh, Durchmesser 15 m und Höhe ca. 0,80 m. In der Mitte eine große flache Delle, Durchmesser von ca. 5 m.                                  | 32204639 | BW   |
| 52° 59′ 4″ N, 10° 28′ 39″ O  | Barnsen 27  | Flach, Durchmesser 13 m und Höhe ca. 0,35 m. Von oben mehrere alte Eingrabungen.                                                                            | 32204640 | BW   |
| 52° 59′ 16″ N, 10° 28′ 47″ O | Barnsen 51  | Durchmesser 12 m und Höhe ca. 0,70 m. | 32203300 | BW   |
| 52° 59′ 16″ N, 10° 28′ 45″ O | Barnsen 52  | Langoval, flach gewölbt mit auslaufenden Rändern (Nordwest-Südost gerichtet), Länge ca. 8 m, Breite ca. 20 m und Höhe ca. 0,60 m. Von Fahrspuren überzogen. | 32203301 | BW   |
| 52° 59′ 19″ N, 10° 28′ 55″ O | Barnsen 54  | | 32203302 | BW   |

## Bohlsen
| Lage                         | Bezeichnung           | Beschreibung                                                                                            | ID       | Bild |
| ---------------------------- | --------------------- | --- | -------- | ---- |
| 52° 57′ 37″ N, 10° 28′ 8″ O  | Bohlsen 11, Grabhügel | Flach gewölbt, Dm. 16 m und H. 0,4 m.                                                                   | 32206829 | BW   |
| 52° 58′ 47″ N, 10° 28′ 18″ O | Bohlsen 29, Grabhügel | O-W ausgerichteter, Langhügel, L. ca. 19 m, Br. ca. 10 m und H. ca. 0,5 m. Von Pflanzfurchen überzogen. | 32206925 | BW   |

### Bohlsen 1
- 32204742
- Eine Gruppe aus ursprünglich 8 Hügeln, davon noch 5 eindeutig erhalten mit Durchmessern von 11 – 21 Metern und Höhen von 1,0 – 2,0 Metern. Bei den Hügeln FStNr. 5 (L. 16 m, Br. 8 m) und 6 (L. 20 m, Br. 12 m) handelt es sich um Langhügel. FStNr. 7 ist obertägig nicht mehr auffindbar. Hügel FStNr. 9 ist völlig zerstört und nur noch als Grube vorhanden. Das Wölbäckersystem FStNr. 3 ist nur noch teilweise vorhanden und stark verwachsen.

| Lage                         | Bezeichnung | Beschreibung                                                                                            | ID       | Bild |
| ---------------------------- | ----------- | --- | -------- | ---- |
| 52° 57′ 52″ N, 10° 28′ 0″ O  | Bohlsen 1   | Rest eines abgegrabenen Grabhügels, ehemaliger Dm. ca. 17 m und H. noch 1,6 m. Etwa noch 1/4 vorhanden. | 32203422 | BW   |
| 52° 57′ 52″ N, 10° 27′ 58″ O | Bohlsen 2   | Rest eines abgegrabenen Grabhügels, Länge 12 m, Breite 6 m und Höhe noch 1 m.                           | 32203424 | BW   |
| 52° 57′ 49″ N, 10° 28′ 6″ O  | Bohlsen 4   | | 32203660 | BW   |
| 52° 57′ 49″ N, 10° 28′ 7″ O  | Bohlsen 5   | Oval, Länge 16 m, Breite 8 m und Höhe 1 m.                                                              | 32203423 | BW   |
| 52° 57′ 49″ N, 10° 28′ 8″ O  | Bohlsen 6   | Länge 21 m, Breite 16 m und Höhe ca 2 m.                                                                | 32203661 | BW   |
| 52° 57′ 49″ N, 10° 28′ 10″ O | Bohlsen 8   | Kräftig gewölbt, Durchmesser ca. 11 m und Höhe ca. 1,50 m. An der Nordseite zu 1/5 weggegraben.         | 32203662 | BW   |

### Bohlsen 16
- 32204743
- 10 Hügel mit Durchmessern von 8–15 Metern und Höhen von 0,6–1,7 Metern. Die Hügel FStNr. 22–25 sind obertägig nicht mehr auffindbar.

| Lage                        | Bezeichnung | Beschreibung                                                                                               | ID       | Bild |
| --------------------------- | ----------- | --- | -------- | ---- |
| 52° 57′ 5″ N, 10° 27′ 28″ O | Bohlsen 16  | Flach gewölbt, Dm. 11 m und H. ca. 0,6 m. Durch tiefen Kopfstich und am nördlichen Rand durch Weg gestört. | 32204158 | BW   |
| 52° 57′ 6″ N, 10° 27′ 28″ O | Bohlsen 17  | Dm. ca. 8 m und H. ca. 0,8 m.                                                                              | 32204159 | BW   |
| 52° 57′ 6″ N, 10° 27′ 27″ O | Bohlsen 18  | Flach gewölbt, rund, Dm. ca. 17 m und H. ca. 1,1 m. An der Oberfläche durchgraben.                         | 32204411 | BW   |
| 52° 57′ 6″ N, 10° 27′ 26″ O | Bohlsen 19  | Dm. ca. 11 m und H. ca. 1,3 m. Kräftig gewölbte Kuppe.                                                     | 32204160 | BW   |
| 52° 57′ 7″ N, 10° 27′ 26″ O | Bohlsen 20  | Kräftig gewölbt, Durchmesser ca. 9 m und Höhe ca. 1,3 m.                                                   | 32204412 | BW   |
| 52° 57′ 7″ N, 10° 27′ 27″ O | Bohlsen 21  | Markant, rund, Dm. ca. 17 m und H. ca. 1,7 m. Große Eingrabung sichtbar.                                   | 32204413 | BW   |

## Groß Süstedt
| Lage                         | Bezeichnung                   | Beschreibung                                                                                | ID       | Bild |
| ---------------------------- | ----------------------------- | ------------------------------------------------------------------------------------------- | -------- | ---- |
| 52° 58′ 10″ N, 10° 21′ 50″ O | Groß Süstedt 9, Großsteingrab |                                                                                             | 32204764 |      |
| 52° 58′ 2″ N, 10° 21′ 47″ O  | Groß Süstedt 11, Grabhügel    | Gleichmäßig rund, Dm. 16 m und H. 1,3 m. Südwestlicher Hügelfuß um 0,5 m abgegraben.        | 32205107 | BW   |
| 52° 58′ 3″ N, 10° 21′ 54″ O  | Groß Süstedt 12, Grabhügel    | Rest eines Grabhügels, Dm. ca. 14 m und H. noch ca. 1 m. Rest zur Sandgewinnung abgefahren. | 32208498 | BW   |

### Groß Süstedt 1
- 32204763
- Grabhügelfeld

| Lage                        | Bezeichnung    | Beschreibung | ID       | Bild |
| --------------------------- | -------------- | --- | -------- | ---- |
| 52° 58′ 3″ N, 10° 20′ 59″ O | Groß Süstedt 1 | Kräftig gewölbte Kuppe mit abgesetzten Rändern, Durchmesser ca. 16 m und Höhe ca. 1,20 m.                              | 32204661 | BW   |
| 52° 58′ 1″ N, 10° 21′ 1″ O  | Groß Süstedt 2 | Kräftig gewölbt, Durchmesser ca. 13 m und Höhe ca. 0,80 m.                                                             | 32204663 | BW   |
| 52° 58′ 2″ N, 10° 21′ 2″ O  | Groß Süstedt 3 | Kräftig gewölbte Kuppe, Dm. 14 m und H. 1,3 m. Ränder abgesetzt. Von Pflanzfurchen überzogen.                          | 32204897 | BW   |
| 52° 58′ 2″ N, 10° 21′ 4″ O  | Groß Süstedt 4 | Sehr flache Kuppe. Dm. ca. 15,00 m, H. 0,30 m. Unversehrt.                                                             | 32204898 | BW   |
| 52° 58′ 0″ N, 10° 21′ 5″ O  | Groß Süstedt 5 | Flache Kuppe, Oberfläche etwas unregelmäßig, sonst unversehrt. Dm. 13,00 m, H. 0,60 - 0,70 m.                          | 32204662 | BW   |
| 52° 58′ 1″ N, 10° 21′ 7″ O  | Groß Süstedt 6 | Flache Kuppe mit sanft auslaufenden Rändern. Dm. ca. 14 m, H. 0,70 m. Oberfläche etwas unregelmäßig, sonst unversehrt. | 32204899 | BW   |

### Groß Süstedt 13
- 32203805
- Grabhügelfeld

| Lage                        | Bezeichnung     | Beschreibung                                                                                             | ID       | Bild |
| --------------------------- | --------------- | --- | -------- | ---- |
| 52° 58′ 4″ N, 10° 22′ 14″ O | Groß Süstedt 13 | Rund, Dm. 13 m und H. 0,8 m. Bis auf einige Tiergänge unbeschädigt.                                      | 32203089 | BW   |
| 52° 58′ 4″ N, 10° 22′ 16″ O | Groß Süstedt 14 | Dm. 15 m und H. 0,4 m.                                                                                   | 32203183 | BW   |
| 52° 58′ 4″ N, 10° 22′ 20″ O | Groß Süstedt 16 | Durchmesser ca. 14 m und Höhe ca. 1,20 m.                                                                | 32203184 | BW   |
| 52° 58′ 5″ N, 10° 22′ 20″ O | Groß Süstedt 17 | Markant, Dm. 17 m und H. 1,3 m. Oberfläche unregelmäßig und im Westen durch tiefes Schützenloch gestört. | 32203452 | BW   |
| 52° 58′ 5″ N, 10° 22′ 23″ O | Groß Süstedt 18 | Markant, Dm. 19 m und H. 1,3 m. Durch einen großen, alten Kopfstich gestört.                             | 32203453 | BW   |
| 52° 58′ 4″ N, 10° 22′ 21″ O | Groß Süstedt 19 | Durchmesser ca. 11 m und Höhe ca. 0,60 m.                                                                | 32203454 | BW   |

### Groß Süstedt 23
- 32203806
- Grabhügelfeld

| Lage                        | Bezeichnung     | Beschreibung | ID       | Bild |
| --------------------------- | --------------- | --- | -------- | ---- |
| 52° 57′ 56″ N, 10° 22′ 9″ O | Groß Süstedt 23 | Ziemlich gleichmäßig geformt, rund, Dm. 14 m und H. 0,5 m. Ränder laufen fließend aus.                           | 32203820 | BW   |
| 52° 57′ 56″ N, 10° 22′ 7″ O | Groß Süstedt 24 | Rund, Dm. 10 m und H. ca. 0,45 m.                                                                                | 32203821 | BW   |
| 52° 57′ 57″ N, 10° 22′ 8″ O | Groß Süstedt 25 | Flach gewölbt mit auslaufenden Rändern, Durchmesser ca. 8 m und Höhe vn ca. 0,40 m.                              | 32203822 | BW   |
| 52° 57′ 57″ N, 10° 22′ 7″ O | Groß Süstedt 26 | Rund, Dm. 12 m und H. 0,6 m. Oberfläche unregelmäßig.                                                            | 32204064 | BW   |
| 52° 57′ 58″ N, 10° 22′ 6″ O | Groß Süstedt 27 | Flach gewölbt, Dm. 14 m und H. 0,5 m. Nordwestlicher Bereich abgegraben und von einer Eigentumsgrenze überzogen. | 32204065 | BW   |
| 52° 57′ 57″ N, 10° 22′ 3″ O | Groß Süstedt 28 | Rund, Dm. 10 m und H. 0,2 m.                                                                                     | 32204066 | BW   |

### Groß Süstedt 28
- 32203807
- Grabhügelfeld

| Lage                         | Bezeichnung     | Beschreibung                                                                          | ID       | Bild |
| ---------------------------- | --------------- | ------------------------------------------------------------------------------------- | -------- | ---- |
| 52° 57′ 56″ N, 10° 21′ 59″ O | Groß Süstedt 29 | Gleichmäßig geformt, rund, Dm. 13 m und H. 0,5 m.                                     | 32204329 | BW   |
| 52° 57′ 56″ N, 10° 21′ 58″ O | Groß Süstedt 30 | Annähernd rund, Dm. 12 m und H. 0,4 m.                                                | 32204330 | BW   |
| 52° 57′ 55″ N, 10° 21′ 57″ O | Groß Süstedt 31 |                                                                                       | 32204331 | BW   |
| 52° 57′ 54″ N, 10° 22′ 0″ O  | Groß Süstedt 44 | Annähernd rund, Durchmesser ca. 7 m und Höhe ca. 0,2 m, Rand fließend auslaufend.     | 32204815 | BW   |
| 52° 57′ 55″ N, 10° 21′ 58″ O | Groß Süstedt 45 | Annähernd rund, Durchmesser ca. 9 m und Höhe ca. 0,4 m, Einkuhlung an der Oberfläche. | 32204816 | BW   |

## Holthusen II
| Lage                         | Bezeichnung                | Beschreibung | ID       | Bild |
| ---------------------------- | -------------------------- | --- | -------- | ---- |
| 52° 56′ 53″ N, 10° 24′ 51″ O | Holthusen II 6, Grabhügel  | Dm. ca. 14 m und H. ca. 0,6 m. Kuppe flach und Ränder laufen sanft aus.                                                                                                | 32205108 | BW   |
| 52° 56′ 44″ N, 10° 25′ 48″ O | Holthusen II 46, Grabhügel | Kräftige Kuppe, Durchmesser ca. 22 × 19 m und Höhe ca. 2,40 m. Im Osten am Weg etwas abgetragen, dadurch etwas oval.                                                   | 32205109 | BW   |
| 52° 56′ 45″ N, 10° 25′ 46″ O | Holthusen II 47, Grabhügel | Länge ca. 19 m, Breite ca. 13 m und Höhe ca. 2 m. | 32209589 | BW   |
| 52° 56′ 55″ N, 10° 27′ 44″ O | Holthusen II 61, Grabhügel | | 32209590 | BW   |
| 52° 56′ 54″ N, 10° 25′ 19″ O | Holthusen II 81, Grabhügel | Oval, L. ca. 20 m, Br. ca. 14 m und H. ca. 1,2 m. Rand läuft aus. | 32209872 | BW   |
| 52° 56′ 55″ N, 10° 25′ 22″ O | Holthusen II 82, Grabhügel | Annähernd rund, Dm. ca. 18 m und H. ca. 1,5 m. Von Norden her durch weite halbkreisförmige Eingrabung, die etwa 1/3 des Hügels umfasst, gestört; Ränder noch erhalten. | 32210118 | BW   |

### Holthusen II 1
- 32204287
- Grabhügelfeld

| Lage                        | Bezeichnung    | Beschreibung | ID       | Bild |
| --------------------------- | -------------- | --- | -------- | ---- |
| 52° 57′ 2″ N, 10° 24′ 46″ O | Holthusen II 1 | Kräftige Kuppe mit abgesetzten Rändern, Durchmesser ca. 14 m und Höhe ca. 1 m.                                                 | 32203241 | BW   |
| 52° 57′ 3″ N, 10° 24′ 46″ O | Holthusen II 2 | | 32203242 | BW   |
| 52° 57′ 4″ N, 10° 24′ 47″ O | Holthusen II 3 | Flache Kuppe mit sanft auslaufenden Rändern, Durchmesser ca. 14 m und Höhe ca. 1,20 m, einige Fuchsbaue.                       | 32205655 | BW   |
| 52° 57′ 4″ N, 10° 24′ 49″ O | Holthusen II 4 | Flache Kuppe mit abgesetzten Kanten, Durchmesser ca. 21 m und Höhe ca. 1,80 m.                                                 | 32205656 | BW   |
| 52° 57′ 3″ N, 10° 24′ 51″ O | Holthusen II 5 | Stark abgeflachte Kuppe mit abgesetzten Rändern, Durchmesser ca. 20 m und Höhe ca. 1,60 m, in der Mitte unregelmäßig verwühlt. | 32205657 | BW   |

### Holthusen II 7
- 32204287
- Grabhügelfeld

| Lage                         | Bezeichnung     | Beschreibung                                                                                        | ID       | Bild |
| ---------------------------- | --------------- | --------------------------------------------------------------------------------------------------- | -------- | ---- |
| 52° 56′ 48″ N, 10° 24′ 57″ O | Holthusen II 7  | Flache Kuppe mit sanft auslaufenden Rändern, Durchmesser ca. 13 m und Höhe ca. 0,80 m.              | 32206158 | BW   |
| 52° 56′ 50″ N, 10° 24′ 59″ O | Holthusen II 8  | Flach gewölbte Kuppe mit sanft auslaufenden Rändern, Durchmesser ca. 12 m und Höhe ca. 1 m.         | 32206159 | BW   |
| 52° 56′ 52″ N, 10° 25′ 0″ O  | Holthusen II 9  | Dm. ca. 18 m und H. ca. 1,8 m. Kuppe kräftig gewölbt und Rand abgesetzt. Im Norden z.T. abgetragen. | 32203243 | BW   |
| 52° 56′ 53″ N, 10° 25′ 1″ O  | Holthusen II 10 | Sehr flache Kuppe mit verwaschenen Rändern, Durchmesser ca. 9 m und Höhe ca. 0,40 m.                | 32206548 | BW   |
| 52° 56′ 54″ N, 10° 25′ 3″ O  | Holthusen II 11 | Dm. ca. 24 m und H. ca. 1 m. Kuppe völlig zerwühlt.                                                 | 32206642 | BW   |
| 52° 56′ 56″ N, 10° 25′ 5″ O  | Holthusen II 12 | Dm. ca. 14 m und H. ca. 0,7 m. Kuppe flach und Rand schwach abgesetzt.                              | 32206643 | BW   |
| 52° 56′ 56″ N, 10° 25′ 6″ O  | Holthusen II 13 | Dm. ca. 10 m und H. ca. 0,5 m. Kuppe flach und Ränder laufen sanft aus.                             | 32205198 | BW   |

### Holthusen II 14
- 32204289
- Grabhügelfeld

| Lage                         | Bezeichnung                    | Beschreibung | ID       | Bild |
| ---------------------------- | ------------------------------ | --- | -------- | ---- |
| 52° 56′ 59″ N, 10° 25′ 8″ O  | Holthusen II 14, Großsteingrab | Dm. 22 m und H. 2 m. Kuppe kräftig gewölbt. Die Mitte durch tiefe Eingrabung gestört. Ränder unversehrt. In der Eingrabung zwei Decksteine einer Steinkiste. | 32205199 | BW   |
| 52° 57′ 0″ N, 10° 25′ 12″ O  | Holthusen II 25                | | 32205200 | BW   |
| 52° 57′ 0″ N, 10° 25′ 13″ O  | Holthusen II 26                | Flache Kuppe mit sanft auslaufenden Rändern, Durchmesser ca. 19 m und Höhe ca. 1 m.                                                                          | 32205812 | BW   |
| 52° 56′ 59″ N, 10° 25′ 10″ O | Holthusen II 27                | Dm. ca. 14 m und H. ca. 1,3 m. Kuppe flach gewölbt und Ränder abgesetzt.                                                                                     | 32205813 | BW   |
| 52° 56′ 59″ N, 10° 25′ 12″ O | Holthusen II 28                | Dm. ca. 14 m und H. ca. 1,3 m. Kuppe flach gewölbt und Rand schwach abgesetzt. Die Mitte durch zwei Gruben gestört.                                          | 32205814 | BW   |
| 52° 56′ 58″ N, 10° 25′ 11″ O | Holthusen II 29                | Dm. ca. 13 m und H. ca. 1 m. Kuppe flach gewölbt und Ränder abgesetzt.                                                                                       | 32206064 | BW   |
| 52° 56′ 55″ N, 10° 25′ 13″ O | Holthusen II 30                | | 32206065 | BW   |
| 52° 56′ 56″ N, 10° 25′ 13″ O | Holthusen II 31                | Flache Kuppe mit sanft auslaufenden Rändern, Durchmesser ca. 11 m und Höhe ca. 0,60 m.                                                                       | 32206183 | BW   |
| 52° 56′ 55″ N, 10° 25′ 14″ O | Holthusen II 32                | Flache Kuppe mit sanft auslaufenden Rändern, Durchmesser ca. 10 m und Höhe ca. 0,80 m.                                                                       | 32206184 | BW   |
| 52° 56′ 57″ N, 10° 25′ 13″ O | Holthusen II 33                | Flache Kuppe mit sanft auslaufenden Rändern, Durchmesser ca. 10 m und Höhe ca. 1 m und ein paar wenigen Pflanzspuren.                                        | 32206185 | BW   |
| 52° 56′ 58″ N, 10° 25′ 14″ O | Holthusen II 36                | Flache Kuppe mit sanft auslaufenden Rändern, Durchmesser ca. 11 × 9 m und Höhe ca. 1,2 m, am Weg mehr als zur Hälfte abgetragen.                             | 32206311 | BW   |
| 52° 57′ 0″ N, 10° 25′ 16″ O  | Holthusen II 37                | | 32206312 | BW   |
| 52° 56′ 56″ N, 10° 25′ 15″ O | Holthusen II 41                | | 32206313 | BW   |
| 52° 56′ 56″ N, 10° 25′ 16″ O | Holthusen II 42                | | 32206809 | BW   |
| 52° 56′ 55″ N, 10° 25′ 15″ O | Holthusen II 75                | Kräftig gewölbt, Dm. ca. 19 m und H. ca. 1,2 m. | 32205831 | BW   |

### Holthusen II 43
- 32204781
- Grabhügelfeld

| Lage                         | Bezeichnung     | Beschreibung                                                                          | ID       | Bild |
| ---------------------------- | --------------- | ------------------------------------------------------------------------------------- | -------- | ---- |
| 52° 56′ 40″ N, 10° 25′ 21″ O | Holthusen II 43 | Flache Kuppe mit sanft auslaufenden Rändern, Durchmesser ca. 12 m und Höhe ca. 0,6 m. | 32206810 | BW   |
| 52° 56′ 40″ N, 10° 25′ 22″ O | Holthusen II 44 | Flach gewölbte Kuppe mit verwaschenen Rändern, Durchmesser ca. 14 m und Höhe ca. 1 m. | 32206811 | BW   |
| 52° 56′ 40″ N, 10° 25′ 28″ O | Holthusen II 45 | Sehr flach, Kuppe mit verwaschenen Rändern, Durchmesser ca. 11 m und Höhe ca. 0,6 m.  | 32205353 | BW   |

### Holthusen II 62
- 32204782
- Grabhügelfeld

| Lage                        | Bezeichnung     | Beschreibung | ID       | Bild |
| --------------------------- | --------------- | --- | -------- | ---- |
| 52° 57′ 0″ N, 10° 27′ 58″ O | Holthusen II 63 | Sehr flach gewölbt, Durchmesser ca. 10 m und Höhe ca. 0,4 m, Rand zerwühlt.                                              | 32205354 | BW   |
| 52° 57′ 1″ N, 10° 27′ 59″ O | Holthusen II 65 | Deutlich abgesetzt, Dm. 15 m und H. 1 m.                                                                                 | 32205355 | BW   |
| 52° 57′ 3″ N, 10° 27′ 58″ O | Holthusen II 66 | | 32205721 | BW   |
| 52° 57′ 5″ N, 10° 28′ 2″ O  | Holthusen II 67 | Deutlich abgesetzte Kuppe, Durchmesser ca. 25 m und Höhe ca. 1,40 m, an der Ost-Seite durch Gemarkungsgraben beschädigt. | 32205723 | BW   |
| 52° 57′ 6″ N, 10° 28′ 1″ O  | Holthusen II 68 | Sanft gewölbte Kuppe, Durchmesser ca. 11 m und Höhe ca. 1 m.                                                             | 32205736 | BW   |
| 52° 57′ 6″ N, 10° 28′ 1″ O  | Holthusen II 69 | Zur Hälfte weggegraben, Durchmesser ca. 15 m und Höhe ca. 1 m, durch die Anlage des Weges halb zerstört.                 | 32205722 | BW   |
| 52° 57′ 4″ N, 10° 28′ 0″ O  | Holthusen II 71 | Markante Kuppe, Durchmesser ca. 12 m und Höhe ca. 1,60 m, in der Mitte etwas durchwühlt.                                 | 32205830 | BW   |